# Palatinus-tó
A Palatinus-tó (másként Sátorkői-tó, Sátorkőpusztai-tó, Báger-tó, helyi elnevezéseiben Pala és Dorogi-tó) a Dorogi-medence legnagyobb tava, amely egy mesterséges bányató, közigazgatásilag Esztergom területén fekszik, Doroghoz közel. Az északnyugat-délkelet irányba elnyúlt tó nagyjából 840×350 méteres, hozzávetőlegesen téglalap (némelyek szerint serpenyő) alakú, délkeleti kiszögelésében nyúlványszerű öbölben végződik. Tengerszint feletti magassága 124 méter, karsztvíz feletti magassága 22 méter. Magyarország egyik legtisztább vizű tava, ami jelenleg strandként és horgásztóként működik.
Csak a talajvíz táplálja, patak, vagy egyéb folyóvíz nem. A vízét egy csatornán keresztül a Kenyérmezői-patak vezeti le. A rendszerváltásig a Dorogi Szénbányák tulajdonában állt. A tavat horgászati szempontból a Dorogi Bányász Horgász Egyesület kezeli.

## Neve
A tó a nevét Budapestről kijáró fürdőzőknek köszönheti, akik szerint a vize olyan jó minőségű volt, mint a fővárosi Palatinus Strandfürdőé. Dorogon az 1960-as években egy üzletházat (Palatinusz áruház) neveztek el a tóról, továbbá az 1991-ben alapított helyi televíziós társaság, a dorogi Palatinus Kábeltelevízió, valamint a Hotel Palatinus nevében is megjelent.
A Sátorkői-tó, illetve a Báger-tó elnevezés a tóval közvetlenül határos földrajzi helyek neveiből származik. A Sátorkő a Pilishez tartozó Strázsa-hegy sziklája és a közelében elhelyezkedő egykori birtok helyén működött sertéstelep a tó északi partját, míg a Báger (Bagger) Dorog egyik dűlője, amely keleti irányból övezi. Egykor a Bágerben volt a Dorogi homokvasút fejállomása és szervizcsarnoka, a Dorogi Kutyaiskola és a Dorogi FC edzőpályája.

## Története

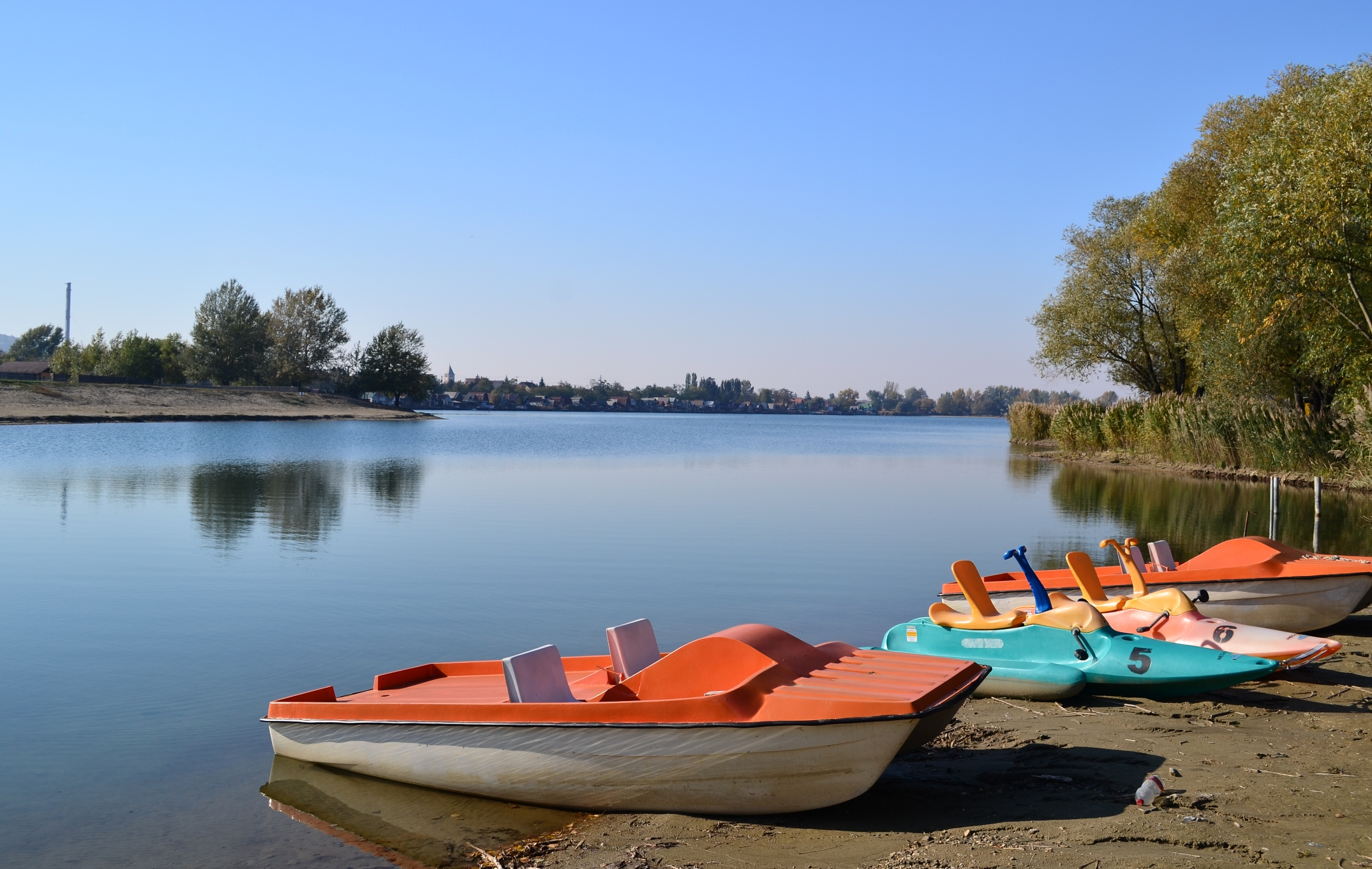
A tó keleti öble

A tó mesterséges eredetű bányató. Az 1950-es évek [[homokkitermelés következtében keletkezett. A homokot a közeli bányákban tömedéknek használták. A kitermelés folyamán egy összefüggő vízfelület alakult ki a területen. Jó vízminőségét annak a bányászati technológiának köszönheti, amit ekkor kezdtek alkalmazni. A vízmederbe sűrített levegőt fújtak, és a fellazított, felkavart homokot kiszivattyúzták. Ez tisztán tartotta a tó fenekét, megakadályozta az elalgásodást. A tó partjától indult a dorogi homokvasút.

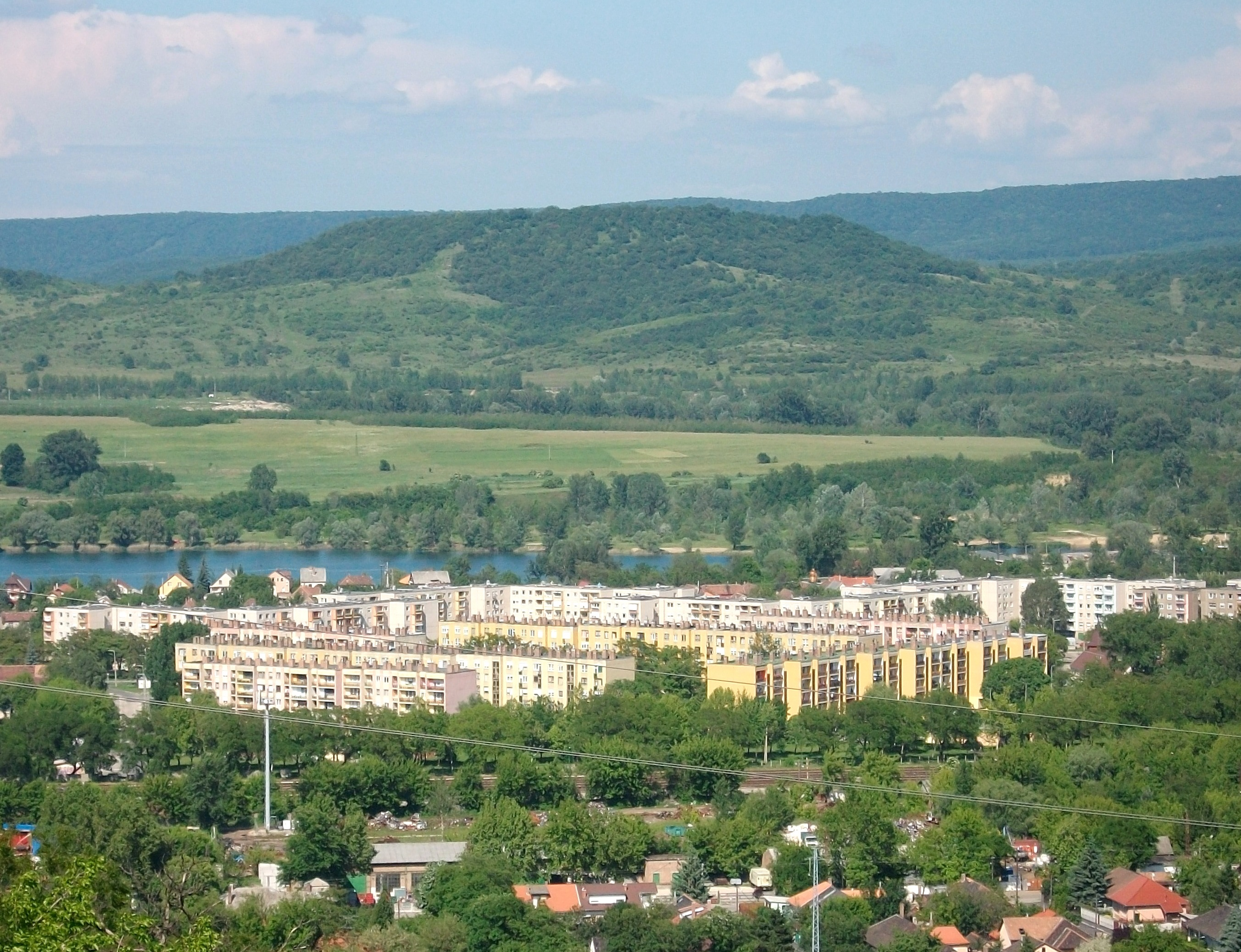
A Palatinus-tó a dorogi Kálvária-hegyről, előtérben a Zsigmondy- és Schmidt-lakótelep, a háttérben Sátorkőpuszta és a Pilis vonulatai

1953-ban alakult meg itt az első horgászegyesület. Napjainkban strandolásra és horgászásra használják, a 2009-es idényt 37 000 vendéggel zárta a strand. Míg az északi partszakaszon van a strand és a búvárbázis, a déli oldal – főleg horgászházakkal – beépült az évek alatt. A strandon csónak-, vízibicikli-kölcsönző és vízicsúszda is működik. Az üdülőházakkal szemközti részen északnyugati-délkeleti irányban erdősávval tarkított vadregényes nyílt partszakasz található strandolásra alkalmas körülményekkel, amely egy részét horgászok is igénybe szoktak venni. Valójában hivatalosan egyik sem lehetne engedélyezett és horgászatra csak a stéggel rendelkező üdülőházak vannak kijelölve, de a fürdözőkből nem csinál problémát a városi közterület-felügyelet. Délkeleti oldalán Dorog felől megközelítve homokpartos strand épült, ami elzárta a tó körbejárási lehetőségét. A tó hőmérséklete átlagosan 19 °C, maximális vízmélysége 10 méter. Bár a tó mesterségesen jött létre, mára a betelepült élővilág jellegzetes ökológiai rendszert alkot. 
2006-ban nyílt meg a tóban a Búvármúzeum. 2007-ben az esztergomi Szent István Strandfürdő vette kezelésébe a 27 hektáros strandot. 2009 májusában egy 1615 körül épített hajót süllyesztettek el a tóban állapotmegőrzés céljából, amit januárban a Duna Bács-Kiskun megyei szakaszán találtak. A kiemeléséig a búvárrégészek itt tanulmányozni tudják a hajót.
A tó fenekén horgászkomplexum van mind a két oldalán. Az Esztergom-Kertváros felőli strandrészen a füvesített, az öbölnél viszont homokos a partszakasz. Régen egy homokbányászó eszköz emelkedett ki a tóból.